# Смитсонит
Смитсонитът (ZnCO3) е вторичен минерал на цинка от групата на калцита. Наречен е в чест на Дж. Смитсон, основателя на Смитсоновия институт във Вашингтон. Смитсонитът е бил смятан за хемиморфит, но по-късно се разбира, че те са два различни минерала, които си приличат на външен вид. Среща се в асоциация със сфалерит в зоната на окисление на редица оловно-цинкови находища.